# کروکد کریک (تیوگا ریور)
کروکد کریک (تیوگا ریور) (به انگلیسی: Crooked Creek (Tioga River)) رودخانه‌ای است که در ایالات متحده آمریکا جریان دارد.